# ماكس مو
ماكس مو (بالصينية: 莫少聰) هو مغني وممثل صيني، ولد في 2 ديسمبر 1960 بهونغ كونغ في الصين.

## وصلات خارجية
- ماكس مو على موقع IMDb (الإنجليزية)
- ماكس مو على موقع ميوزك برينز (الإنجليزية)
- ماكس مو على موقع قاعدة بيانات الفيلم (الإنجليزية)